# Бгаґадатта
Бгаґадатта (VI ст.) — раджа держави Лангкасука. У китайців відомий як Поцзядадо.

## Життєпис
Належав до Другої династії, засновником якої був батько Бгаґадатти. Основні відомості про нього містяться в «Ляншу» (історії династії Лян). Посів трон десь на початку 510-х років. Першим встановив дипломатичні відносини з Китаєм, відправиши 515 року посольство на чолі із Ачедо (китайський варіант його, власне не відоме). У 523 і 531 роках відправляв ще посольства. Вони сприяли налагодженю культурних зв'язків та посиленню торгівельних контактів.